# Rupert Christopher
Rupert Laurence Christopher (Guyana, 2 februari 1956 – Paramaribo, 15 maart 2007) was een Surinaams militair, politicus en diplomaat.
Christopher heeft in Brazilië aan het instituut Rio Branco een opleiding gevolgd. Verder was hij hoofd van de militaire inlichtingendienst en daarna directeur van het kabinet van het militair gezag.
Na de telefooncoup van 1990 was hij enige tijd de minister van Defensie namens de aan Bouterse gelieerde Nationale Democratische Partij (NDP). De benoeming van deze officier was destijds omstreden. Op 26 maart 1990 zou hij samen met Melvin Linscheer betrokken zijn geweest bij de moord op twee lijfwachten van Junglecommando-leider Ronnie Brunswijk. 
Na de verkiezingen van 1991 werd hij als minister opgevolgd door Siegfried Gilds die de ex-militair weer in dienst nam. Begin 1996 kwam daar een einde aan toen Christopher bij een staatsbezoek van Gilds aan Brazilië namens de NDP gesprekken voerde. Na de verkiezingen van 1996 volgde een coalitie met onder andere de NDP.
Begin december 1996 werd Christopher beëdigd als ambassadeur van Suriname in Brazilië. In 2000 beschuldigde een Braziliaanse parlementaire onderzoekscommissie (Comissão Parlementar do Inquérito; CPI) hem ervan betrokken te zijn bij het transport van cocaïne uit Colombia via Brazilië en Suriname naar Europa. In datzelfde jaar werd bekend dat zijn naam stond op de lijst van verdachten van de decembermoorden. 
In 2001 verscheen van Christopher een boek over Mercosul (ook bekend als Mercosur en Zuidelijke Gemeenschappelijke Markt); een douane-unie tussen verschillende Zuid-Amerikaanse landen waar Suriname niet bij is aangesloten. Suriname is wel betrokken bij de in 2004 opgerichte Zuid-Amerikaanse Statengemeenschap.
In september 2002 werd Sonny Hira ambassadeur voor Suriname in Brasilia.
Christopher is nog lang actief geweest binnen de NDP. Zo vertegenwoordigde hij deze partij tijdens de OAS-vergadering voor politieke partijen die van 9 tot 11 november 2004 in het Brazialiaanse São Paulo werd gehouden. Op de NDP-kandidatenlijst voor de parlementsverkiezingen van 2005 stond Christopher op de achtste plaats in Paramaribo. Omdat die partij in dit district slechts 5 zetels behaalde kwam hij niet in De Nationale Assemblée. Eind december 2006 besloot het Hof van Justitie om op verzoek van het Openbaar Ministerie zes namen, waaronder die van Christopher, van de lijst van verdachten van de decembermoorden te verwijderen.
In maart 2007 pleegde de toen 51-jarige Rupert Christopher zelfmoord in zijn woning in Zorg en Hoop (wijk in het westen van de hoofdstad).